# Mercedes-Benz W23
Mercedes-Benz W 23 (торговельне позначення: Mercedes-Benz 130) був першим серійним автомобілем Mercedes-Benz із задньомоторним розташуванням. Він випускався з 1934 по 1936 рік.

## Історія

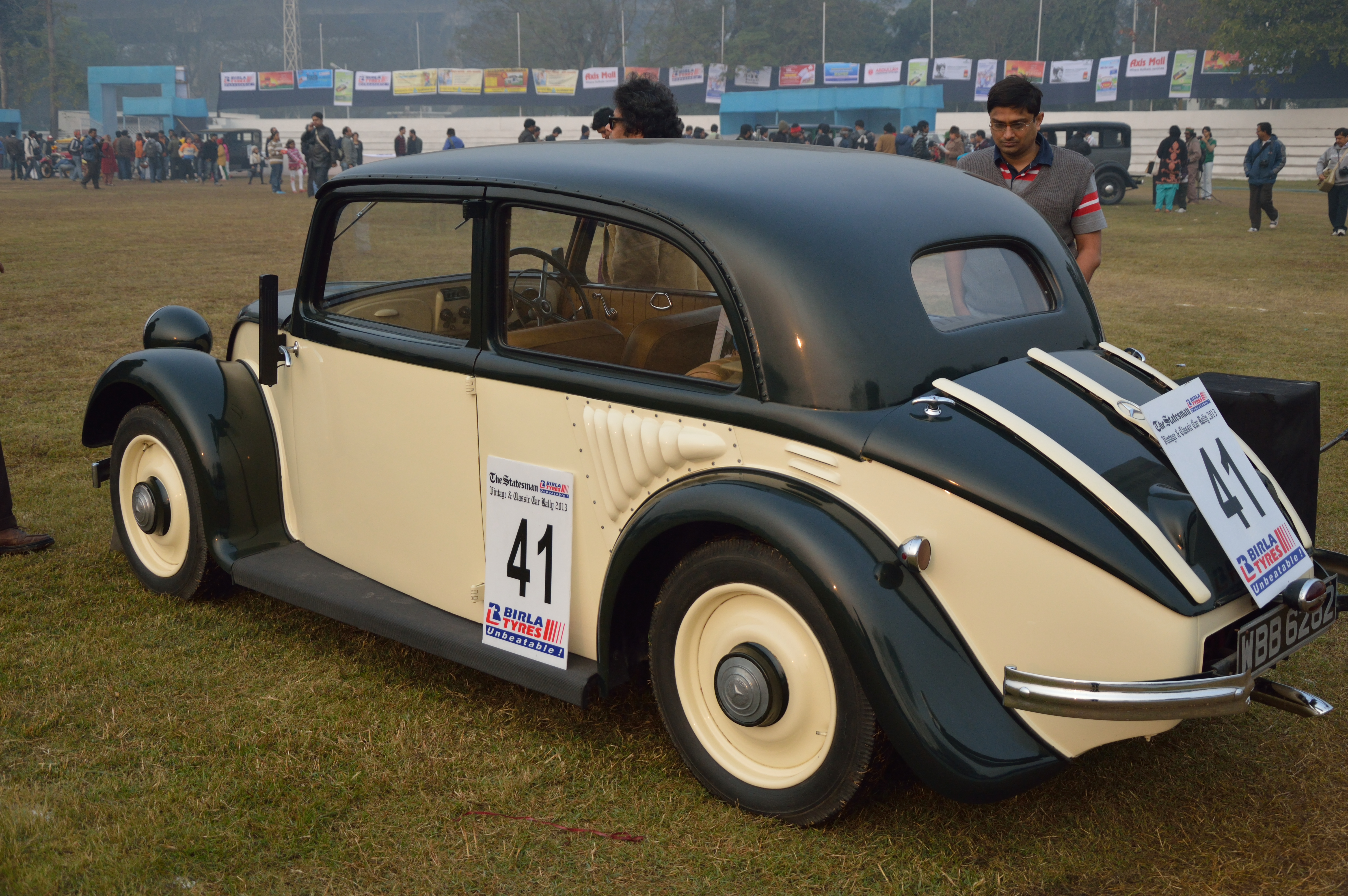

Автомобіль був представлений у лютому 1934 року на Міжнародній виставці автомобілів та мотоциклів (IAMA) у Берліні. Через низькі продажі модель була знята з виробництва в 1936 році. Однією з причин цього була надмірна важкість задньої частини автомобіля; 65 % ваги автомобіля припадало на задню вісь. Його наступником став Mercedes-Benz W 28 170 H (що означає «задній»), який мав більший двигун, довшу колісну базу, більшу загальну довжину та інший розподіл ваги.

## Двигун та трансмісія
Mercedes-Benz 130 був оснащений рядним чотирициліндровим двигуном з бічним розташуванням клапанів, встановленим поздовжньо в задній частині. З робочим об'ємом 1308 см3 він видавав 26 к.с. (19 кВт) при 3000 об/хв. Чотириступінчаста коробка передач з підвищувальною передачею була встановлена перед задньою віссю. Вона досягала максимальної швидкості 92 км/год.

## Шасі
Ззаду було встановлено поворотний міст з гвинтовими пружинами. Передні колеса були підвішені без осі на двох поперечних листових ресорах (незалежна підвіска коліс). Рульове управління було рейково-шестерневим.

## Версії кузова
Автомобілі були доступні як туристичні автомобілі (з відкидним верхом і без бічних вікон), як седани, як лімузини-кабріолети або як джипи. Кузови, всі з двома задніми дверима, розташовувалися на центральних трубчастих рамах з заднім вилковим розташуванням кріплень та поперечними балками.